# Ronni Benschop
Ronni Benschop (Paramaribo, 19 november 1955) is een Surinaams oud-militair en politicus. Van 2015 tot 2020 was hij minister van Defensie van Suriname.

## Biografie

### Opleiding
Benschop slaagde begin 1975 als verkeersleider aan de KLM Luchtvaartschool. Hij werkte vervolgens een klein jaar op het Maritiem Vliegkamp De Kooy bij Den Helder en promoveerde hier van verkeersleider derde naar tweede klasse. 

### Nationaal Leger
In november 1975, net na de Surinaamse onafhankelijkheid, keerde hij naar Suriname terug en trad hij in dienst van het Nationale Leger. In de jaren tachtig volgde hij verschillende cursussen op het gebied van radio-elektronica en legercommunicatie in binnen- en buitenland en deed hij dienst in het leger als inlichtingenofficier. In 1990 werd hij bevorderd tot majoor.
Vanaf 1998 had hij verschillende leidinggevende functies op het ministerie van Defensie, eerst als leidinggevende van het Kabinet Militaire Zaken en vanaf 2001 van de Strategische Planning en Opleidingen. Vanaf 2002 zat hij in verschillende commissies en adviseerde hij de minister op het gebied van defensie en veiligheid.
In 2011 werd hij benoemd tot chef-staf en bevorderd tot luitenant-kolonel en in  2013 bevorderd tot plaatsvervangend bevelhebber met de rang kolonel. Op dat moment ging Hedwig Gilaard officieel met verlof, waardoor Benschop vanaf dat moment feitelijk de hoogste bevelhebber van het leger werd. Op 4 februari werd hij officieel benoemd tot legerleider en werd hij gepromoveerd tot brigadegeneraal. Deze rang werd op dat moment geïntroduceerd; ervoor was kolonel de hoogste rang. Sindsdien zou de rol van het leger veranderd zijn en militairen beroepsvreemde taken zijn gaan uitvoeren.

### Minister van Defensie
In augustus 2015, bij het aantreden van het tweede kabinet Bouterse, volgde hij Lamuré Latour op als minister van Defensie. Als bevelhebber van het leger werd hij opgevolgd door kolonel Adolf Jardim.
In augustus 2018 spanden vijf militairen een rechtszaak tegen het ministerie van Defensie aan. Het woord werd toen gevoerd door Rodney Cairo en Clay Enig die in 2016 in ongenade waren gevallen bij Benschop en zijn vertrouwelingen en in hun eer hersteld wilden worden. Om dit te bereiken hadden ze contact opgenomen met Assemblée-voorzitter Jennifer Geerlings-Simons. Daarna waren ze op haar advies in contact getreden met president Bouterse en een raadsadviseur, wie zij inlichtten over corruptie en afpersing in het leger. Rond deze tijd ging Benschop enige tijd met ziekteverlof. Er werd toen gespeculeerd dat Benschop gereshuffled zou worden en zijn opvolger CIVD-hoofd Danielle Veira zou zijn. Benschop keerde niettemin terug. Ook later dat jaar speelden incidenten waarbij het aankaarten van problemen door militairen leidde tot represailles als celstraf en ontslag.
In maart 2019 bevorderde hij kolonel Robert Kartodikromo in de Memre Buku-kazerne tot bevelhebber van het leger. Daarnaast verving hij de complete staf van het Nationale Leger. Hij bleef aan tot 2020. In juni 2020 kort voor regeringswisseling werd hij bevorderd tot Generaal-Majoor buiten dienst. 